# Mlaștina Valea de Mijloc
Mlaștina Valea de Mijloc este o arie protejată de interes național ce corespunde categoriei a IV-a IUCN (rezervație naturală de tip floristic și faunistic), situată în estul Transilvaniei, pe teritoriul județului Harghita.

## Localizare
Aria naturală se află în sud-estul județului Harghita (în Depresiunea Ciucului, la poalele vestice ale Munților Harghitei și cele estice ale Munților Ciucului, în apropierea Oltului), pe teritoriul administrativ al comunei Tușnad (în partea sudică a satului Tușnadu Nou), în imediata vecinătate a drumului național DN12 (Sfântu Gheorghe - Miercurea Ciuc).

## Descriere

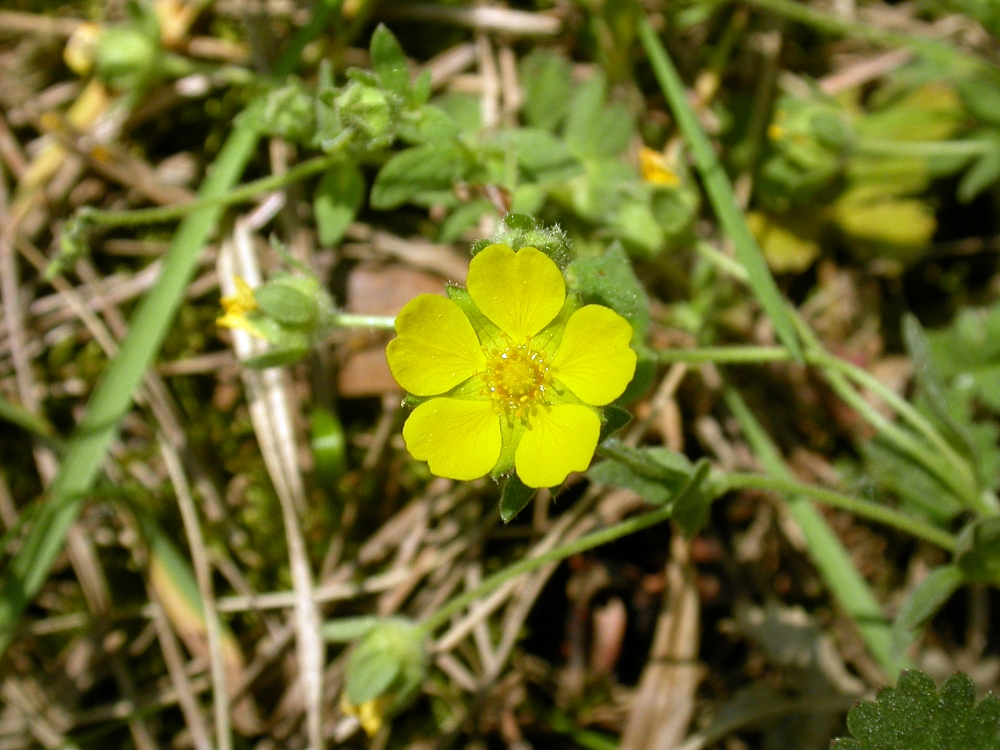
Cinci-degete (Potentilla reptans)

Rezervația naturală a fost declarată arie protejată prin Legea Nr.5 din 6 martie 2000, publicată în Monitorul Oficial al României, Nr.152 din 12 aprilie 2000, privind aprobarea Planului de amenajare a teritoriului național - Secțiunea a III-a - zone protejate și se întinde pe o suprafață de 4 ha. Aria protejată este inclusă în situl de importanță comunitară - Bazinul Ciucului de Jos; sit ce aperține rețelelei ecologice europene Natura 2000 în România.
Rezervația reprezintă o zonă de mlaștini oligotrofe (cu plauri de stuf) și o fâneață ce adăpostește arboret dintr-o specie rară de mesteacăn pitic (Betula nana), precum și mai multe specii de ierburi și flori. 
Elemente floristice semnalate în arealul rezervației naturale: cinci-degete (Potentilla reptans), vorniceriu pitic (Euonymus nana), bumbăcăriță (Eriophorum vaginatum),trifoi-de-baltă (Menyanthes trifoliata), ferigă de apă (Nephrodium thelypteris), cununiță (Spiraea ulmifolia) sau rogoz (Carex hostiana); specii de plante protejate la nivel european prin Directiva 92/43/CE (anexa I-a) din 21 mai 1992 (privind conservarea habitatelor naturale și a speciilor de faună și floră sălbatică). 
Fauna este reprezentată de mai multe specii de păsări și batracieni.